# S.W.A.T. (serie televisiva 2017)
S.W.A.T. è una serie televisiva statunitense prodotta da Aaron Rahsaan Thomas e Shawn Ryan per la CBS, prodotta dal 2017 al 2025.
È un remake della serie TV omonima trasmessa dal 1975 al 1976, che diede anche origine al film S.W.A.T. - Squadra speciale anticrimine del 2003.

## Trama
Un sergente S.W.A.T. della zona Sud di Los Angeles, l’ex Marine Daniel Harrelson, viene incaricato di dirigere un’unità tattica specializzata che rappresenta l’ultima tappa delle forze dell’ordine di Los Angeles, nella première della serie.
Diviso tra la lealtà per il luogo dove è cresciuto e la fedeltà ai suoi fratelli in blu, Hondo ha tutto ciò che serve per essere un leader eccellente e per fare da tramite tra i suoi due mondi. La sua unità d’élite comprende David "Deacon" Kay, un sergente S.W.A.T. con molta esperienza che mette sempre il team prima di tutto, pur sentendosi snobbato come leader; Jim Street, un impertinente ma promettente nuovo membro del gruppo; Christina "Chris" Alonso, abile ufficiale e addestratrice cinofila del team, nonché prima donna della S.W.A.T.; Dominique Luca, autista esperto che porta tutti dentro e fuori le situazioni più pericolose; e Victor Tan, un ufficiale S.W.A.T. relativamente nuovo che usa i suoi informatori confidenziali della comunità per aiutare il team. A sovrintendere l’unità è Jessica Cortez, capitano della L.A. Metro per cui il lavoro vale più di tutto il resto, inclusa la sua relazione segreta con Hondo. Il team di Hondo ha un'intensa rivalità con un'altra unità di Los Angeles capitanata da Mumford, leader aggressivo al quale piace fare le cose a modo proprio. Con Hondo al comando, questi scrupolosi uomini e donne mettono coraggiosamente a rischio sé stessi per proteggere la loro comunità e salvare vite.

## Episodi
| Stagioni         | Episodi | Prima TV USA | Prima TV Italia |
| ---------------- | ------- | ------------ | --------------- |
| Prima stagione   | 22      | 2017-2018    | 2018-2019       |
| Seconda stagione | 23      | 2018-2019    | 2019            |
| Terza stagione   | 21      | 2019-2020    | 2020            |
| Quarta stagione  | 18      | 2020-2021    | 2021-2022       |
| Quinta stagione  | 22      | 2021-2022    | 2022            |
| Sesta stagione   | 22      | 2022-2023    | 2023            |
| Settima stagione | 13      | 2023-2024    | 2024-2025       |
| Ottava stagione  | 22      | 2024-2025    | 2025            |

## Personaggi e interpreti

### Personaggi principali
- Daniel "Hondo" Harrelson (stagioni 1-8); interpretato da Shemar Moore e doppiato in italiano da Simone Mori. Sergente nato a Los Angeles, viene promosso caposquadra nel tentativo di allentare le tensioni tra la comunità nera e la polizia della città. Conosce molte persone del vicinato che tratta con rispetto. È molto apprezzato dai colleghi.
- Jessica Cortez (stagioni 1-2); interpretata da Stephanie Sigman e doppiata in italiano da Domitilla D'Amico. Comandante della Divisione metropolitana del LAPD e fidanzata segreta di Hondo nella prima stagione. Lascerà il suo lavoro per un impiego nell'FBI.
- James Street (stagioni 1-6, ricorrente stagione 7); interpretato da Alex Russell e doppiato in italiano da Simone Crisari. Entra nella squadra dopo essere stato trasferito dal dipartimento di polizia di Long Beach. Sua madre Karen, in prigione per aver ucciso il marito violento, ne esce alla fine della 1ª stagione. Street non segue molto le regole, spesso rischiando provvedimenti disciplinari o denunce, e adora le moto. Lascia la squadra durante la settima stagione diventando nuovo capo della Compagnia 30.
- David "Deacon" Kay (stagioni 1-8); interpretato da Jay Harrington e doppiato in italiano da Francesco Prando. Veterano di 10 anni della S.W.A.T., avrebbe dovuto essere lui il nuovo capo della squadra 20 al momento del congedo di Buck.
- Christina "Chris" Alonso (stagioni 1-5); interpretata da Lina Esco e doppiata in italiano da Benedetta Ponticelli. Ufficiale e cinofila, è di origine latina. È bisessuale dichiarata ed è la prima donna a far parte della S.W.A.T. Durante tutte le stagioni, in particolar modo nella quarta, si batte affinché il percorso di reclutamento all'interno della polizia, e, nello specifico, nella S.W.A.T., integri anche le donne. Lascia la squadra alla fine della quinta stagione
- Dominique Luca (stagioni 1-6, ricorrente stagione 7); interpretato da Kenny Johnson e doppiato in italiano da Stefano Thermes. Ufficiale S.W.A.T. italo-americano di terza generazione. Autista principale del mezzo blindato SWAT da lui soprannominato Black Betty, lascia la serie durante la settima stagione a causa di una ferita al braccio, scegliendo il pensionamento a una vita in scrivania
- Victor Tan (stagioni 1-8); interpretato da David Lim e doppiato in italiano da Manuel Meli. Statunitense di origini asiatiche, ha una relazione stabile con Bonny, che diventerà sua moglie. I due divorziano nella sesta. In mancanza di Luca è il secondo autista di Black Betty
- Jeffrey Mumford (stagioni 1-2, guest stagione 4,7); interpretato da Peter Onorati e doppiato in italiano da Gino La Monica. Caposquadra di un'altra squadra della S.W.A.T. in competizione con quella di Hondo. È stato sposato per tre volte e nella prima stagione si fidanza e si sposa per la quarta volta, dopo un solo mese di conoscenza.
- Robert Hicks (ricorrente stagione 1, stagione 2-8); interpretato da Patrick St. Esprit e doppiato in italiano da Ennio Coltorti. Comandante della S.W.A.T., vedovo e amico di vecchia data di Deacon e di sua moglie Annie.
- Piper Lynch (stagione 3, ricorrente stagione 4); interpretata da Amy Farrington e doppiata in italiano da Emanuela Baroni. Tenente mandata dal Sindaco a sostituire il Capitano Cortez dalla 3ª stagione.
- Nichelle Carmichael (ricorrente stagioni 3-5 e 8, stagioni 6-7); interpretata da Rochelle Aytes e doppiata in italiano da Alessia Amendola. Fidanzata e successivamente moglie di Hondo. I due avranno una bambina dalla sesta stagione
- Zoe Powell (ricorrente stagioni 5-6, stagioni 7-8); interpretata da Anna Enger Ritch e doppiata in italiano da Martina Felli. Nuova recluta della SWAT che sostituisce Chris dopo la sua partenza.
- Miguel Alfaro (ricorrente stagione 6, stagioni 7-8); interpretato da Niko Pepaj e doppiato in italiano da Andrea Oldani. Nuova recluta della SWAT che sostituisce Jim dopo il suo trasferimento.

### Personaggi secondari
- William "Buck" Spivey (guest stagioni 1-2 e 7, ricorrente stagione 3); interpretato da Louis Ferreira e doppiato in italiano da Stefano Alessandroni. Precedente Sergente Capo della S.W.A.T., viene licenziato per aver colpito accidentalmente un ragazzo nero durante una sparatoria.
- Annie Kay (ricorrente stagioni 1-2 e 4, guest stagioni 3, 5-7); interpretata da Bre Blair e doppiata in italiano da Barbara De Bortoli. Moglie di David Key da 10 anni e madre di quattro figli.
- Michael Plank (stagione 1); interpretato da Peter Facinelli e doppiato in italiano da Emiliano Coltorti. Presidente del Consiglio di Los Angeles dei Commissari di Polizia. Collabora con Jessica Cortez.
- Karen Street (ricorrente stagione 1, guest stagioni 2 e 4); interpretata da Sherilyn Fenn e doppiata in italiano da Cristina Boraschi. È la madre tossicodipendente di James Street, in prigione per aver ucciso il marito. Verso la fine della 1ª stagione esce dalla galera, ma continua a influenzare suo figlio, tanto che sarà lui a denunciarla alle autorità che vigilano sulla sua condizione di arresti domiciliari.
- Rocker (ricorrente stagioni 1-4, guest stagioni 5-7); interpretato da Lou Ferrigno Jr e doppiato in italiano da Davide Albano. Membro di 50 David, altra squadra S.W.A.T. della città.
- Anthony Larmen (stagione 2); interpretato da Joseph Lee Anderson e doppiato in italiano da Gabriele Lopez. Ufficiale, compagno di pattuglia di Street.
- Charice Harrelson (ricorrente stagione 2, guest stagioni 3, 5-6); interpretata da Debbie Allen e doppiata in italiano da Stefania Romagnoli. Madre di Hondo.
- Winnie Harrelson (stagioni 1-6); interpretata da April Parker Jones e doppiata in italiano da Daniela D'Angelo. Sorella di Hondo.
- Nia Wells (stagione 2, guest 3); interpretata da Nikiva Dionne e doppiata in italiano da Francesca Fiorentini. Sostituto procuratore distrettuale, interesse amoroso di Hondo.
- Molly Hicks (stagione 3, guest 4); interpretata da Laura James e doppiata in italiano da Gaia Bolognesi. Figlia del capitano Hicks, si fidanza con Street.
- Terry (stagioni 3-6); interpretato da Ryan Hurst e doppiato in italiano da Massimo Bitossi. Fratello di Luca e videomaker freelance.
- Nate Warren (stagione 3); interpretato da Cory Hardrict e doppiato in italiano da Matteo Liofredi. Fratello adottivo di Street, muore per aiutare proprio il fratello.
- Kira (stagioni 2-3); interpretata da Claire Coffee e doppiata in italiano da Eleonora Reti. Fidanzata con Ty, ha una relazione anche con Chris.
- Ty (stagioni 2-3); interpretato da Daniel Lissing e doppiato in italiano da David Chevalier. Fidanzato di Kira.

## Produzione
L'8 maggio 2023 la serie è stata rinnovata per una settima e, in quel momento, ultima stagione, composta da 13 episodi. Infatti, dopo un troncamento improvviso della serie al concludersi della sesta stagione, annunciato da CBS Entertainment nei primi giorni di maggio 2023, e che avrebbe portato alla fine di un percorso iniziato nel 2017 con la prima stagione, la stessa emittente aveva deciso di produrre ancora una stagione, per garantire un degno finale ai diversi fili narrativi dei protagonisti. Ciò, nonostante ad aprile 2024 è stata fatta marcia indietro, la serie è stata nuovamente rinnovata per una ottava stagione.

## Distribuzione
Il primo trailer è stato pubblicato il 17 maggio 2017. Va in onda sulla CBS dal 2 novembre 2017.
In Italia viene trasmessa in prima visione assoluta dal 4 febbraio 2018 su Rai 2.

### Edizione italiana
L'edizione italiana della serie è a cura della Rai; mentre il doppiaggio italiano e la sonorizzazione, invece, sono eseguiti dalla CDC Sefit Group sotto la direzione di Daniela D'Angelo e con l'adattamento dei dialoghi da parte di Emanuela D'Amico, Massimo Locchi e Alessandra De Luca.

## Accoglienza
Il sito web aggregatore di recensioni Rotten Tomatoes ha riportato per la prima stagione della serie una percentuale di approvazione del 48%, con un punteggio medio di 4,60/10 basato su 27 recensioni; il consenso critico recita: "Nonostante la performance imponente e affascinante di Shemar Moore, S.W.A.T. rimane una semplice procedura procedurale invasa da cliché.". Metacritic, che utilizza una media ponderata, ha assegnato un punteggio di 45 su 100 basato su 12 critici, indicando "recensioni miste o medie".